# ギュンター・ブローベル
ギュンター・ブローベル（Günter Blobel, 1936年5月21日 - 2018年2月18日）は、アメリカ合衆国の生物学者。

## 経歴
ナチス・ドイツ領シュレージエンのヴァルタースドルフ（現・ポーランド、ニェゴスワヴィツェ(Niegosławice)）に生まれる。1960年にテュービンゲン大学を卒業、1967年にウィスコンシン大学からPh.D.を受け、翌年からはニューヨークのロックフェラー大学で研究を進めた。また、1986年には、ハワード・ヒューズ医学研究所から研究資金を得ている。1987年には、アメリカの市民権を獲得した。
彼はタンパク質が細胞内での輸送と局在化を支配する信号を内在している事の発見により、1999年にノーベル生理学・医学賞を受賞した。
また、1994年にドイツのドレスデン聖母教会の再建のため、非営利の「Friends of Dresden, Inc.」の創設者兼社長となり、ノーベル賞賞金の大半を寄付したことでも知られる。さらに、エルベ川の景観保全と、聖母教会周辺のノイマルクト再建にも努めた。イコモスに対する彼の働きかけが契機となって、UNESCO世界遺産委員会が新橋建設による景観悪化を問題とするようになり、最終的にはドレスデン・エルベ渓谷が世界遺産のタイトルを失うことへと通じた。
妻および3頭のイギリスのセッターと共にマンハッタンのアッパーイーストサイドに住んでいた。
2018年2月18日、癌のため死去。81歳没。

## 受賞歴
- 1978年: 米国科学アカデミー賞分子生物学部門（旧U.S. Steel Foundation Award in Molecular Biology）
- 1982年: ガードナー国際賞
- 1983年: リチャード・ラウンズベリー賞
- 1983年: オットー・ワールブルク・メダル
- 1986年: E・B・ウィルソン・メダル
- 1987年: ルイザ・グロス・ホロウィッツ賞をコロンビア大学より受賞
- 1992年: マックス・プランク賞
- 1993年: アルバート・ラスカー基礎医学研究賞
- 1995年: Ciba Drew Award in Biomedical Research
- 1996年: キング・ファイサル国際賞科学部門
- 1997年: Mayor's Award for Excellence in Science and Technology
- 1999年: マスリー賞
- 1999年: ノーベル生理学・医学賞